# CU Гончих Псов
CU Гончих Псов (лат. CU Canum Venaticorum), HD 120349 — двойная звезда в созвездии Гончих Псов на расстоянии приблизительно 583 световых лет (около 179 парсек) от Солнца. Визуальная звёздная величина звезды — от +7,67m до +7,6m.
Открыта группой астрономов проекта Hipparcos в 1997 году и Хоакином Видаль-Сайнсом и др. в 2002 году***.

## Характеристики
Первый компонент — жёлто-белая пульсирующая переменная звезда типа Дельты Щита (DSCT) или (DSCTC) спектрального класса F0, или A7V. Масса — около 2,19 солнечной, радиус — около 3,444 солнечного, светимость — около 28,69 солнечной. Эффективная температура — около 7277 K.
Второй компонент — красный карлик спектрального класса M. Масса — около 158,15 юпитерианской (0,151 солнечной). Удалён в среднем на 1,942 а.е..